# Iglica
Íglica (znanstveno ime Belone belone) je pelaška riba roparica, ki živi tudi v Jadranskem morju.
Iglica je riba podolgovatega valjastega telesa z značilno glavo, katere usta, polna drobnih zob, so podaljšana v dolg in tanek »kljun«. Ta pelaška riba se zadržuje na odprtem morju, kjer v jatah lovi manjše ribe. Telo je po zgornji strani modro zelene barve, trebuh pa je srebrn. Rep je oblikovan v obliki črke V, kar skupaj z velikimi očmi dokazuje roparsko naravo te ribe, ki lahko zraste do 80 cm in doseže 1 kg teže.
Meso teh rib je temno in pusto ter ima značilen oster vonj in zelene kosti. Najpogosteje jo pripravljajo pečeno, ocvrto ali v brodetu. Med vsemi morskimi ribami ima iglica najnižjo stopnjo maščob v mesu, te namreč komaj presegajo 1 % skupne mase.
Zaradi izjemne borbenosti in popadljivosti je ta riba zanimiva za športni ribolov s palico in panolo.